# Похвала свету
„Похвала свету” је југословенски кратки ТВ филм из 1976. године. Режирао га је Слободан Шијан а сценарио је базиран на  песмама Бранка Миљковића.

## Улоге
| Глумац                  | Улога |
| ----------------------- | ----- |
| Рада Ђуричин            |       |
| Предраг Мики Манојловић |       |